# Red de Fiscales Generales de los Tribunales Supremos de la Unión Europea
La Red de Fiscales Generales de los Tribunales Supremos de la Unión Europea, denominada comúnmente Red Nadal, en referencia a su principal impulsor, el antiguo Fiscal de la casación de París, Jean Louis Nadal, es una Asociación Internacional creada en París en 2009, y que reúne a los Fiscales Generales o Instituciones equivalentes ante los Tribunales Supremos de los Estados miembros de la Unión Europea.
La Red Nadal es un foro en el que los Fiscales Generales pueden encontrarse para discutir cuestiones de carácter interno, mientras que el denominado " Foro Consultivo de Fiscales Generales y Directores de Acción Penal de la UE ", se centra en dar respuestas institucionales a cuestiones de política legislativa penal europea y aportar su opinión a las Instituciones de la Unión Europea sobre aquellas materias en las que se le requiere.

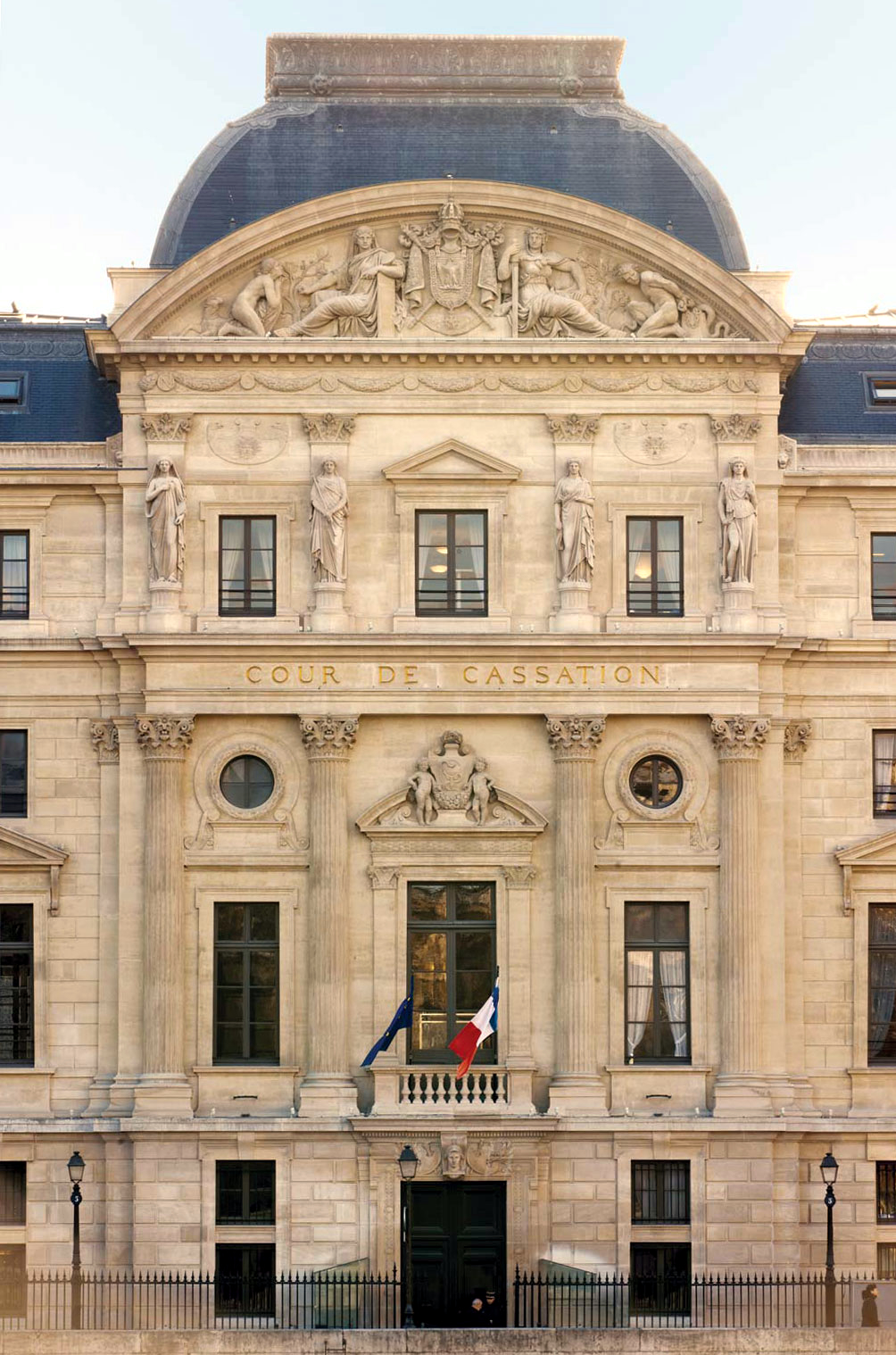
Cour de cassation de Paris, donde en 2009 se fundó la Red de Fiscales Generales de la Unión Europea.

## Historia
La Red de Fiscales Generales o Instituciones Equivalentes ante los Tribunales Supremos de los Estados miembros de la UE se constituyó en París en 2009 con la finalidad de reforzar la cooperación y promover el intercambio de experiencias de interés común entre los Fiscales encargados de actuar ante los órganos judiciales de Casación de sus respectivos países.

## Reunión Constitutiva en París
Se celebró en la Cour de Cassation de Paris, el 6 de febrero de 2009, por iniciativa de Jean-Louis Nadal, fiscal general del Tribunal Supremo francés, con la asistencia de la ministra de Justicia de Francia, Rachida Dati.
El objetivo de la Red es poner en contacto un panel de expertos de alto nivel, que favorezca el intercambio de ideas y experiencias sobre todas las cuestiones relativas a las funciones, la organización y el funcionamiento de las fiscalías generales de los tribunales supremos, reforzando la aplicación de las normas comunitarias y europeas por estos tribunales. En esta reunión constitutiva, a la que asistió el fiscal general de España, Cándido Conde-Pumpido, se aprobaron los estatutos de la nueva organización, y previamente se desarrolló un seminario sobre "Las Fiscalías de los tribunales supremos de los Estados miembros y el reforzamiento del espacio judicial europeo".
Se eligió como presidenta a Renata Vesecka, fiscal general de la República Checa, hasta la celebración de la primera actividad de la red, un coloquio en Praga sobre la independencia o autonomía de las fiscalías en Europa.

## II Reunión en Praga
Se celebró en Praga, el 26 de mayo de 2009, durante la Presidencia de la República Checa, convocada y dirigida por Renata Vesecka, fiscal general. Incluyó un Coloquio o Seminario sobre la autonomía del Ministerio Fiscal, en el que se estudiaron comparativamente los modelos de Fiscalía vigentes en cada país de la Unión Europea, a partir del análisis de los más significativos, y la autonomía del Fiscal frente al Poder ejecutivo y frente a los Tribunales en cada uno de ellos. Se eligió, por unanimidad, al fiscal general del Estado español, Cándido Conde-Pumpido, como nuevo Presidente, convocándose la siguiente reunión en Madrid, durante la Presidencia española.

## III Reunión en Madrid
En mayo de 2010, la Fiscalía General del Estado de España, en el marco de la Presidencia española de la Unión Europea, convocó en su sede la III Reunión de Fiscales Generales de los Tribunales Supremos de la Unión Europea, cuya inauguración contó con la presencia de la Vicepresidenta Primera del Gobierno, María Teresa Fernández de la Vega, del ministro de Justicia, Francisco Caamaño y del presidente de Eurojust, Aled Williams
Durante su intervención inaugural, el fiscal general del Estado, Candido Conde-Pumpido, presidente de la red, resaltó la trascendencia del evento al coincidir, en espacio y tiempo, la constitución del Foro Consultivo de los Fiscales Generales y Directores de Acción penal, con la reunión de la Red de Fiscales Generales de Tribunales Supremos, y la Conferencia conjunta con la Red de Presidentes de Cortes Supremas de la Unión Europea, sobre la aplicación de la Carta de Derechos Fundamentales de la Unión Europea, Conferencia que tendría lugar al día siguiente.
Tras la sesión inaugural se constituyó el Foro Consultivo, pasando en la sesión de la tarde a la Reunión de la Red de Fiscales, que concluyó con un debate sobre la futura Fiscalía Europea, moderado por el fiscal general del Estado, Cándido Conde-Pumpido.

## IV Reunión en Roma

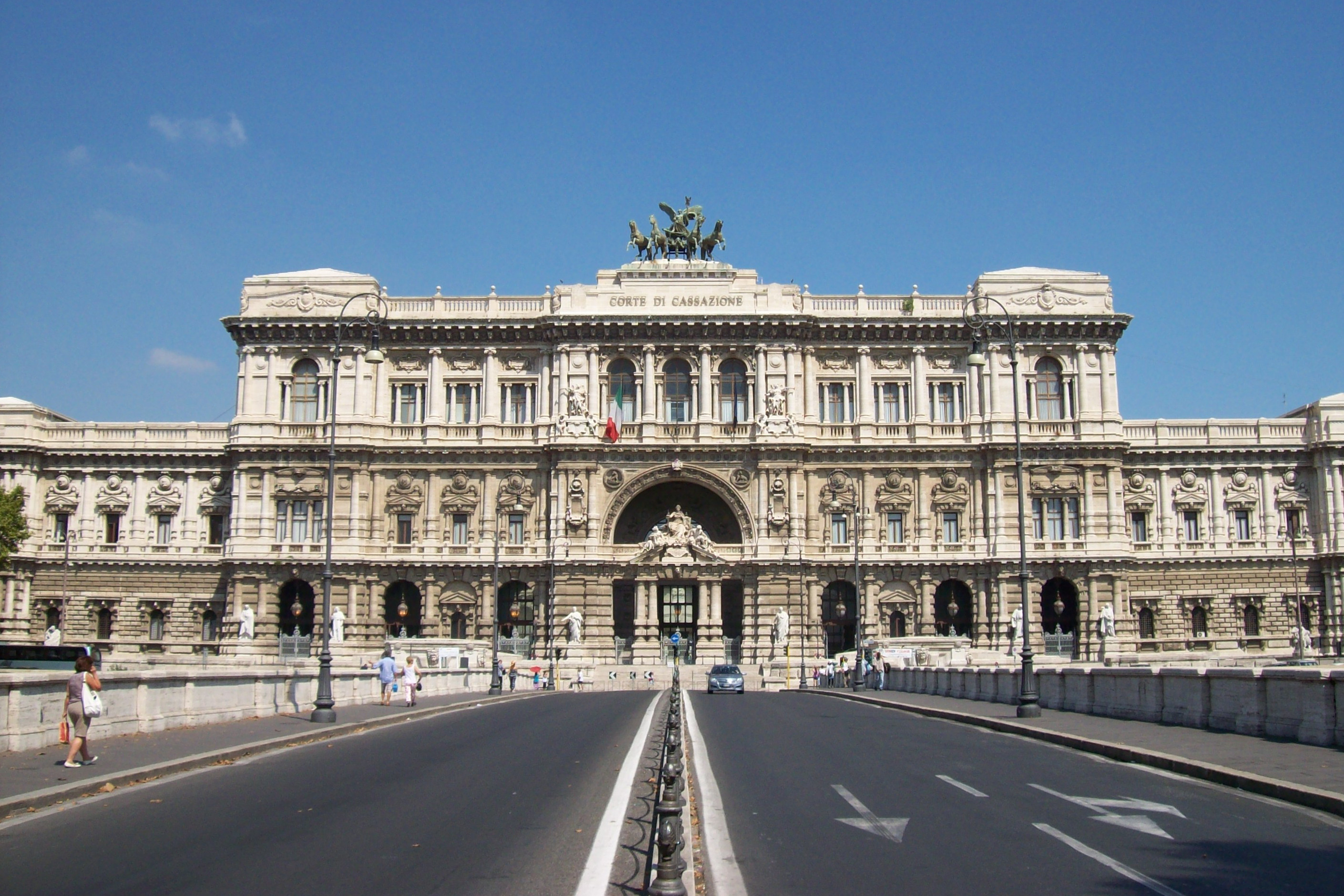
Tribunal Supremo de Italia, donde se celebró la IV Reunión de Fiscales Generales.

La cuarta reunión se celebró en Roma, bajo la Presidencia del Fiscal de la casación, Vitorino Expósito, del 26 al 28 de mayo de 2011, centrada en la función del Fiscal en la tutela de los derechos fundamentales, con el título "Diálogo entre los Procuradores Generales de Europa, los defensores de los derechos humanos".
El seminario fue inaugurado por el Presidente de la República Italiana, Giorgio Napolitano. La primera jornada se dedicó a las "Funciones ejercidas por los Fiscales en las Cortes Supremas. Tradición y Futuro". Durante el segundo día de las intervenciones se abordaron dos temas: "La posición institucional de la Procuraduría General y las garantías en el ejercicio de sus funciones" y "De Estrasburgo a Bruselas, la Recomendación (2000)19 y el artículo 86 del Tratado de Lisboa", tema en el que intervino el fiscal general del Estado español, Cándido Conde-Pumpido con una alocución sobre la Fiscalía Europea", dentro de un panel en el que participaron M. Cherif Bassiouni, Presidente del International Institute of Criminal Sciences (I.S.I.S.C.), de Siracusa, Italia, Thomas Hammarberg, comisionado para los Derechos humanos del Consejo de Europa, Françoise Le Bail, directora general de Justicia de la Comisión Europea, Hans G. Nilsson, jefe de unidad de la Secretaría General del Consejo de la Unión Europea y Giuseppe Tesauro, magistrado del Tribunal Constitucional italiano.
En el acto de clausura se rindió un homenaje a Jean-Louis Nadal, impulsor de la Red, con ocasión de su jubilación, y se eligió a Peter Polt, fiscal general de Hungría, como nuevo presidente.

## V Reunión en Budapest

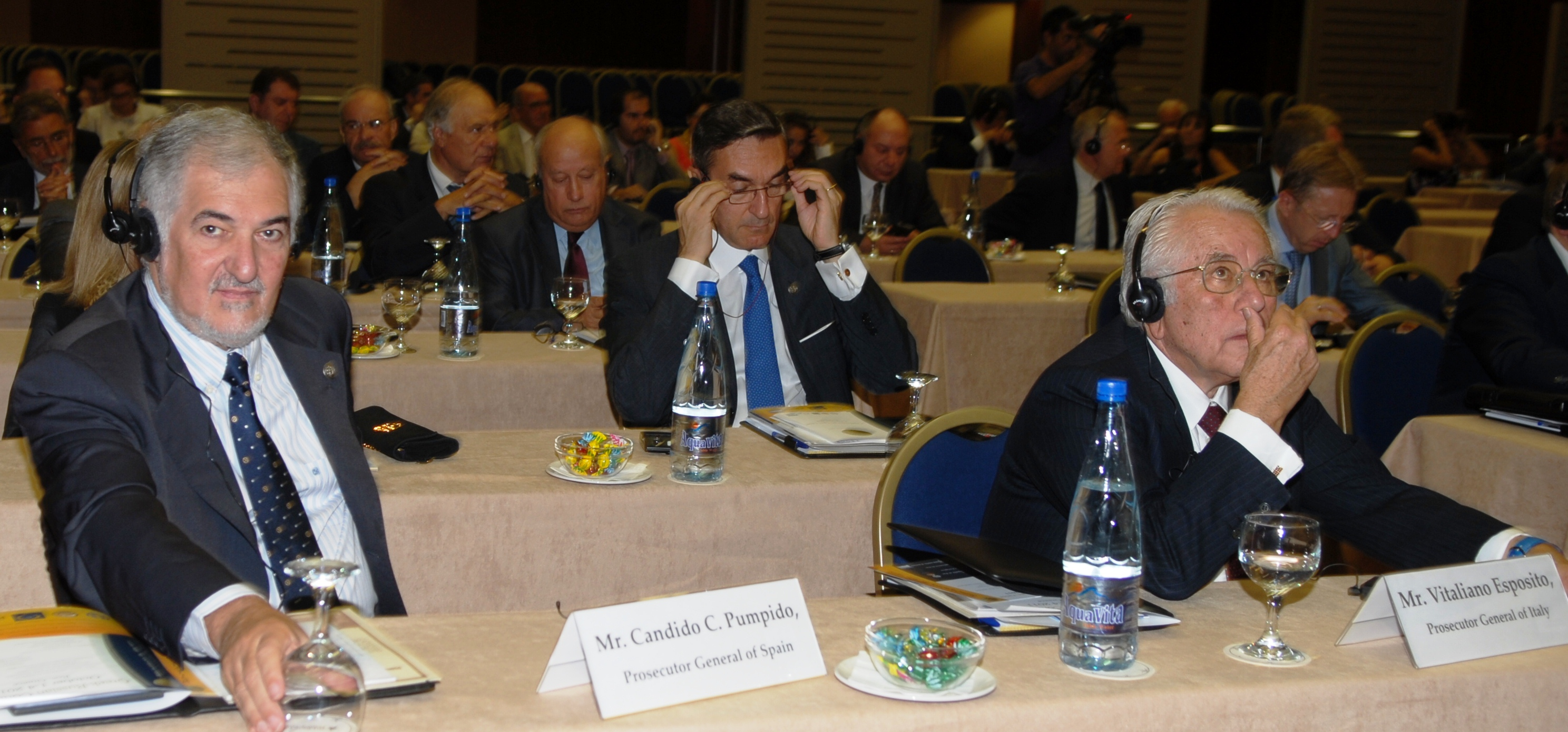
El fiscal general de España, Cándido Conde-Pumpido, y el fiscal general de Italia, Vitaliano Espósito, presidentes sucesivos de la Red de Fiscales Generales ante los Tribunales Supremos de la Unión Europea, en una reunión de fiscales generales en Grecia en 2011.

Entre los días 24 y 26 de mayo de 2012, tuvo lugar en la ciudad de Budapest, la V Reunión de la Red de Fiscales Generales ante Tribunales Supremos o Instituciones equivalentes de la Unión Europea. La reunión se centró en reflexionar acerca de cómo la actual crisis económica afecta a las diversas Fiscalías en la UE, desde la perspectiva del trabajo, la estructura y la formación de los Fiscales.
La ceremonia de apertura corrió a cargo del presidente de la República Janos Ader, y las sesiones han estado presididas por el fiscal general de Hungría, Péter Polt. Asimismo, la recién elegida presidenta de Eurojust, Michelle Coninsx, pronunció una ponencia con ”Reflexiones en torno a una Fiscalía Europea”. La Fiscalía de España estuvo representada por el nuevo fiscal general del Estado, Eduardo Torres-Dulce.

## VI Reunión en Cracovia
Entre los días 15 a 17 de mayo de 2013 se celebró en Cracovia, organizado por la Fiscalía General de Polonia, el VI encuentro de la Red de Fiscales ante Tribunales Supremos de la UE, comúnmente conocida como Red Nadal, en honor al Fiscal de la Casación francés que impulsó su creación.
Con motivo de la presentación ante la Comisión Europea de la propuesta legislativa para el establecimiento de una Fiscalía Europea, —un acontecimiento que se espera tendrá lugar en las próximas semanas—, la Fiscalía Europea y su interacción con los Ministerios Públicos Nacionales ha sido la materia principal que se ha abordado en este encuentro.
En este sentido, el fiscal general del Estado español, Eduardo Torres Dulce, que acudió a Cracovia acompañado de un Fiscal de la Unidad de Cooperación Internacional, defendió la necesidad de integrar la Fiscalía Europea en las Fiscalías Nacionales a través de Fiscales delegados, mediante la técnica denominada del "doble sombrero", que permite ejercer funciones propias de otra instancia internacional.
El fiscal general hizo hincapié en el establecimiento de mecanismos de relación entre el fiscal europeo y los fiscales generales de los Estados que pudieran participar en el procedimiento de cooperación reforzada, que termine estableciendo la Fiscalía Europea.
La Presidencia de la Red fue asumida por el Fiscal Federal de Alemania, quien quedó encargado de organizar el séptimo encuentro de la Red Nadal.

## Foro Consultivo de Fiscales Generales y Directores de Acción Penal de la Unión Europea
Debe distinguirse la Red de Fiscales Generales de los Tribunales Supremos (Red Nadal), del Foro Consultivo de Fiscales Generales y Directores de Acción Penal de la Unión Europea.
La quinta reunión del Foro Consultivo (Consultative Forum of Prosecutors General and Directors of Public Prosecutions of the Member States of the European Union) tuvo lugar en Eurojust el 14 de diciembre de 2012. La reunión fue presidida, en representación de la presidencia chipriota, por Petros Clerides, fiscal general de la República de Chipre.

## Conferencias de Fiscales Generales y Presidentes de Tribunales Supremos de la UE

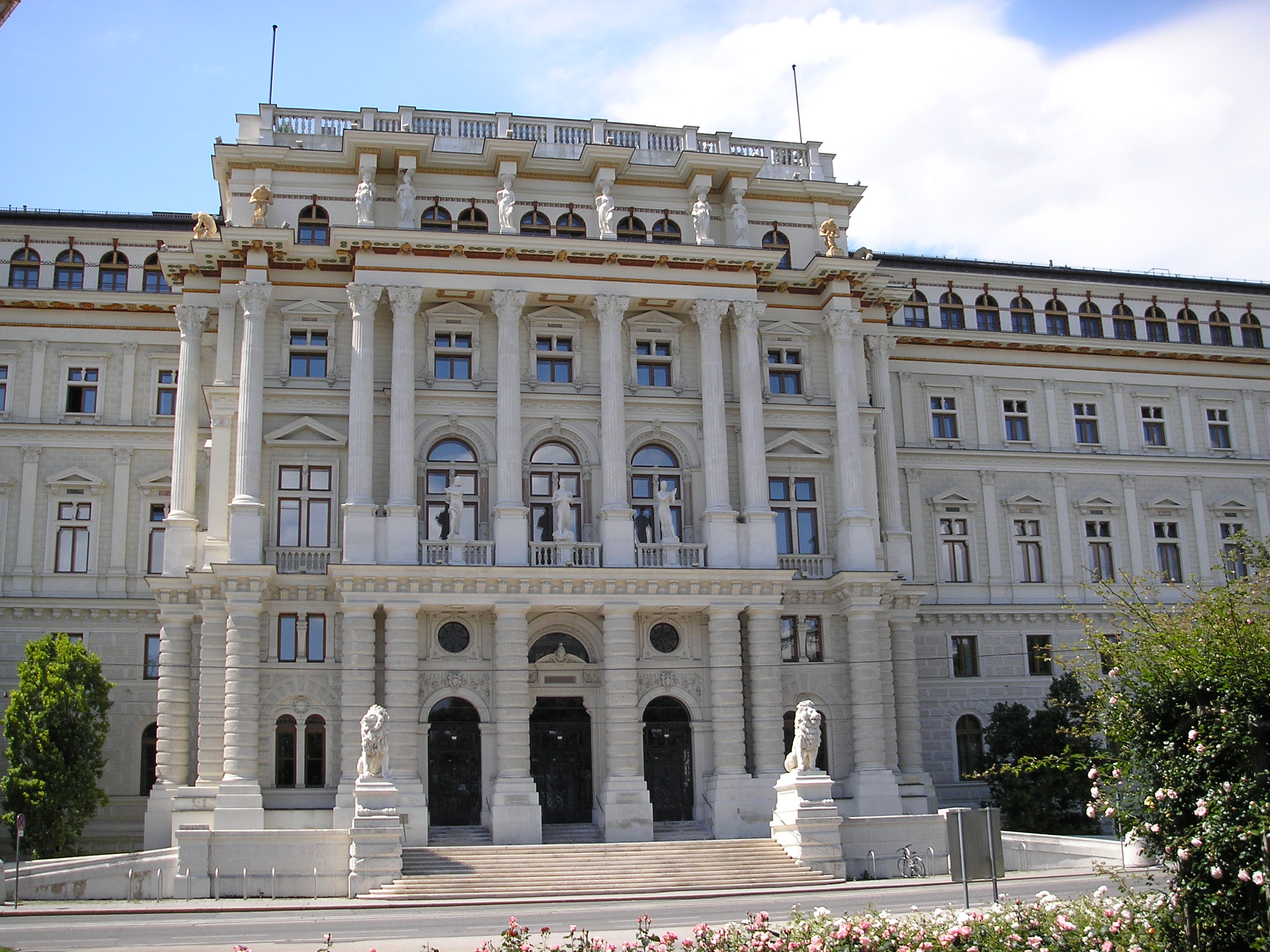
Tribunal Supremo de Viena, sede de la Conferencia de Presidentes de Tribunales Supremos y Fiscales Generales de 2008.

En mayo de 2010, con ocasión de la Presidencia española de la Unión Europea, los miembros de la Red de Fiscales Generales de los Tribunales Supremos de la Unión Europea asistieron en Madrid a una Cumbre judicial Europea, conjuntamente con los miembros de la Red de Presidentes de Cortes Supremas de la Unión Europea.
Con anterioridad a la constitución de ambas Redes, estas Cumbres se celebraban cada dos años, con la denominación de "Conferencia de Presidentes de Tribunales Supremos y Fiscales Generales de los países de la Comunidad Europea", habiéndose reunido en Madrid en octubre de 1989. Las Conferencias más recientes se celebraron en Helsinki (2004), Varsovia (2006) y Viena (2008).
En la Conferencia de Viena, convocada y dirigida por la presidenta del Tribunal Supremo austríaco, Griss Lors, se acordó que la de Madrid de 2010 sería la última Cumbre conjunta, reuniéndose a partir de ese momento ambas Redes por separado, sin perjuicio de mantener relaciones de colaboración entre ellas. En dicha Conferencia la Justicia española estuvo representada por el fiscal general, Cándido Conde-Pumpido y por el magistrado del Tribunal Supremo Joaquín Huelin, en sustitución del presidente.
Los Presidentes de Tribunales Supremos y Fiscales Generales de la Unión Europea, en la última reunión conjunta que mantuvieron en el Tribunal Supremo de Madrid, en mayo de 2010, centraron sus esfuerzos en el análisis y la importancia de la aplicación práctica de la Carta de Derechos Fundamentales de la Unión Europea, su incidencia en el ámbito civil, y su relevancia en el ámbito penal. Como paso indispensable para la consolidación del espacio europeo de Justicia, se tomó en consideración la necesidad de aproximar las legislaciones de los Estados miembros en el ámbito procesal, con el objeto de alcanzar un sistema homogéneo de garantías respetuoso con los Derechos Fundamentales.
La Conferencia conjunta de Madrid fue inaugurada por el presidente del Tribunal Supremo Carlos Dívar, y por el fiscal general del Estado, Cándido Conde-Pumpido, en un acto que se desarrolló en la sede del alto Tribunal. El encuentro fue clausurado por el Príncipe de Asturias. El Príncipe manifestó que "la pertenencia de todos nosotros a la Unión Europea y el compromiso con sus valores, políticas y objetivos, nos permiten avanzar conjuntamente hacia un Continente en paz cada vez más unido, próspero, justo y solidario". Concluyó animando a seguir trabajando "en favor de los derechos humanos como pilar esencial de la libertad, igualdad, democracia y del Estado de Derecho que definen a la Unión Europea".